# Zvenigovo
Zvenigovo (Russisch: Звенигово, Mari: Провой; Provoj) is een stad in de Russische autonome republiek Mari El. 

## Ligging
De stad ligt ongeveer 650 km ten oosten van Moskou en 90 km ten zuiden van de republiekhoofdstad Josjkar-Ola, aan de linkeroever van de Wolga. De meest nabijgelegen stad is Volzjsk op 20 km afstand.

## Geschiedenis
De plaats ontstond in 1860 als vestiging aan de Wolga met een aanlegplaats en een scheepswerf. Het was een geschikte plek om schepen in de winter op te leggen, omdat er een bocht van de Wolga aftakt en verderop weer aansluit. In het begin telde het "dorp" slechts enkele barakken voor arbeiders op de aanlegplaats. Naar het einde van de 19e eeuw toe ontwikkelde de werf zich tot een groter bedrijf dat meer werknemers aantrok. Begin 20e eeuw werd het al een industriecentrum genoemd. Verdere industrialisatie vond plaats toen na 1920 een bestuurlijke herindeling plaatsvond. In 1974 kreeg Zvenigovo de stadstatus.

### Bevolkingsontwikkeling
| jaar | aantal inwoners |
| ---- | --------------- |
| 1939 | 5.173           |
| 1959 | 7.213           |
| 1970 | 8.597           |
| 1979 | 12.013          |
| 1989 | 14.239          |
| 2002 | 12.722          |
| 2010 | 11.946          |
| 2017 | 11.379          |

## Economie
Zvenigovo heeft een aanlegplaats voor schepen en de Boetjakov-scheepswerf, daterend uit 1860. Verder is er houtverwerking en levensmiddelen-industrie. 